# Ohene Karikari
Ohene Karikari (* 1. Dezember 1954) ist ein ehemaliger ghanaischer Sprinter.
Bei den Olympischen Spielen 1972 in München erreichte er in der 4-mal-100-Meter-Staffel.
1973 gelang ihm bei den Afrikaspielen in Lagos ein Doppelsieg über 100 und 200 Meter.
Bei den British Commonwealth Games 1974 in Christchurch gewann er Bronze über 100 Meter und Silber in der 4-mal-100-Meter-Staffel.
1978 holte er bei den Afrikaspielen in Algier Bronze über 100 Meter. Bei den Commonwealth Games in Edmonton schied er über 100 Meter im Halbfinale aus und wurde mit der ghanaischen 4-mal-100-Meter-Stafette Fünfter.

## Persönliche Bestzeiten
- 100 m: 10,39 s, 2. August 1979, Dakar (handgestoppt: 10,2 s, 30. November 1972, Accra)
- 200 m: 21,13 s, 14. Januar 1973, Lagos